# Harissa (Líban)

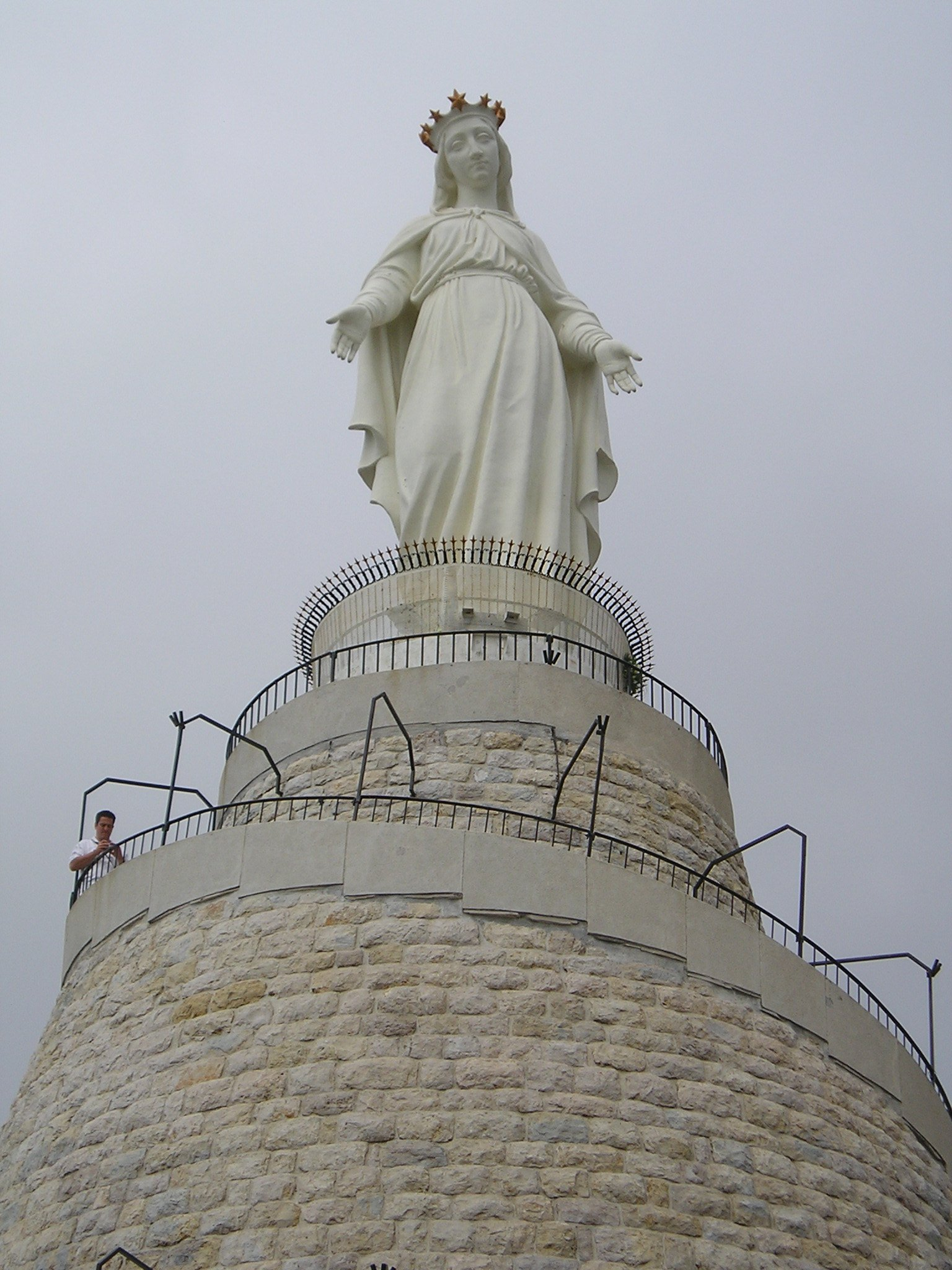
Harissa Nostra Senyora del Líban

Harissa (àrab: حريصا, Ḥarīṣā), és un important lloc de peregrinació al Liban, que es troba sobre de Joünié. Situat a 650 metres d'altura sobre el nivell del mar i a 20 km de distància de Beirut, s'hi accedeix per una escarpada carretera. A part de la carretera, s'hi pot arribar per un telecabina, conegut com la Téléférique, que parteix de Jounieh.
En el cim s'aixeca la imatge de la Mare de Déu, Nostra Senyora del Líban, que és una estàtua de 15 tones de bronze (pintada de blanc), amb els braços estesos. L'estàtua va ser realitzada a finals del segle xix i inaugurada el 1908. Dins de la base de l'estàtua hi ha una petita capella, on els fidels poden orar. Existeix en el lloc una moderna catedral maronita construïda de formigó i vidre, que es troba just al costat de l'estàtua.

## Curiositats
El 10 de maig de 1997, el papa Joan Pau II va visitar Harissa.

## Història
En 1904, el patriarca Elías Hoyek, en el 50è aniversari de la dedicació del Dogma de la Inmaculada Concepció anuncià la creació de l'edifici de Nostra Senyora del Líban. L'església original va ser construïda per Sleiman Yakoub Hokayim, de Batroun. La muntanya es diu Harissa, quan es va inaugurar el 1908 el Patriarca del Líban, Hoyek, dedicà aquestes paraules a la Mare de Déu: «Oh Maria, Reina de les muntanyes i els mars i Reina del nostre estimat Líban», a part d'això es va designar el primer diumenge del mes de maig com la festa de Nostra Senyora del Líban. En aquest dia el patriarca maronita i tots els bisbes libanesos celebren la Divina Litúrgia, a l'aire lliure en el Santuari de Nostra Senyora del Líban.